# Besseria lateritia
Besseria lateritia är en tvåvingeart som först beskrevs av Johann Wilhelm Meigen 1824.  Besseria lateritia ingår i släktet Besseria och familjen parasitflugor. Inga underarter finns listade i Catalogue of Life.